# Râul Stoeneasa
Râul Stoeneasa este un curs de apă, afluent al râului Prut. 